# Mo Abudu
Mosunmola  Abudu dit Mo Abudu, née à Londres en 1964, est une femme d'affaires, productrice de télévision et animatrice d'origine nigériane. Elle vit et travaille à Lagos, au Nigéria.

## Biographie

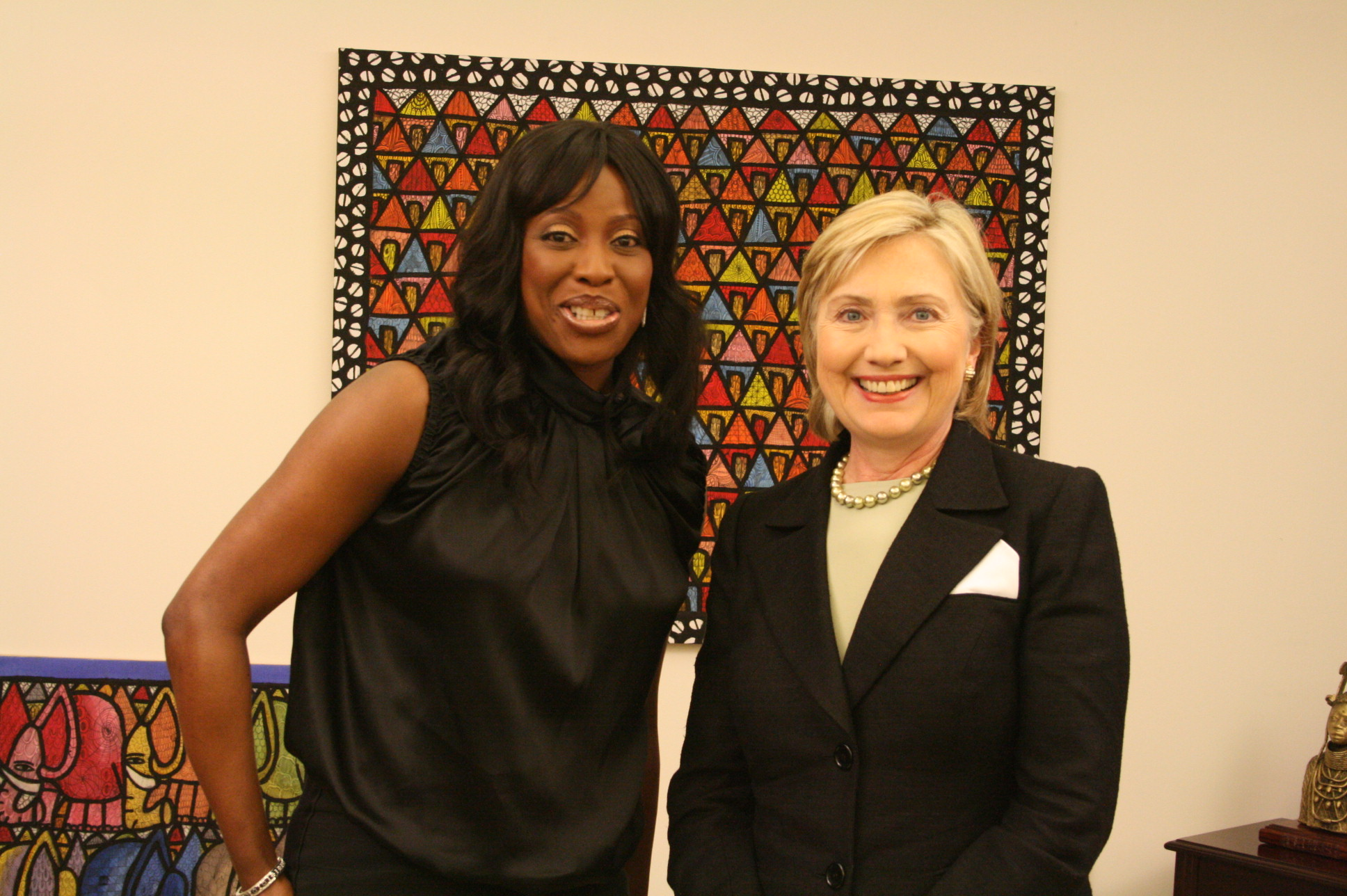
Mo avec Hillary Clinton

Mo Abudu est née en 1964 à Hammersmith dans le quartier ouest de Londres d’un père ingénieur et d’une mère travaillant comme traiteur. Originaire du Kent, elle quitte l'Angleterre à l'âge de 7 ans pour se rendre chez ses grands-parents afin d’y apprendre la culture africaine. Peu après le décès de son père à l’âge de 12 ans, elle retourne à Londres pour y étudier. Elle possède un Master en Gestion des ressources humaines de l’Université de Westminster.

## Carrière professionnelle
En 2006, après vingt années d'expérience au service des ressources humaines du groupe pétrolier ExxonMobil, elle décide de se lancer dans la production télévisuelle.

### Télévision
Dès 2009, Mo Abudu produit et anime l’émission Moments with Mo, inspirée des talk show américains d’Oprah Winfrey qu’elle cite en exemple. Sans expérience, elle apprivoise le petit écran en détaillant les prestations télévisuelles de la présentatrice américaine. 
Sous l’impulsion du groupe médiatique sud-africain DStv, le show se retrouve programmé à travers toute l’Afrique. Elle y accueille des personnalités politiques et culturelles internationales avec comme volonté première de donner une autre image de l’Afrique contemporaine. Avec plus de 200 épisodes enregistrés et diffusés et des sujets variés touchant aussi bien au style de vie, la santé, la culture, la politique, le divertissement, la tradition, la musique ou les mariages inter-raciaux, l’émission atteint une position de leader dans l’industrie des médias à travers le continent. 
En 2013, elle travaille à la création d’une chaîne panafricaine dédiée aux nouvelles élites.
Mo Abudu est directrice d’EbonyLife,  premier groupe de médias du continent africain, produisant 1 000 heures de programmes originaux en une année.
Mo Abudu a depuis rejoint le conseil d'administration de l'international academy of television, arts and sciences qui décerne les Emmy Awards. 
En 2021, Sony Pictures Television signe un accord exclusif avec EbonyLife tv. En application de l’accord signé par les deux parties, la multinationale japonaise aura, pendant deux ans, un droit de préemption sur le contenu produit par la société qui pourra ensuite décider de l’acquérir ou non, avant que d’autres acquéreurs ne puissent le visionner. 

### Cinéma
En 2015, elle produit via Ebony Life Films son premier long-métrage Fifty de Biyi Bandele, s’intéressant aux femmes cougars résidant à Lagos. La comédie The Wedding Party réalisée par Kemi Adetiba sort en salles en décembre 2016 et devient le film nigérian ayant cumulé plus d’entrées à domicile qu’une production américaine. Chief Daddy l'un de ses derniers films était en janvier 2019 numéro 1 au box-office avec un revenu généré de 100 000 dollars le premier weekend de sa diffusion. 